# Ilesa
Ilesa è una città della Nigeria, situata nello Stato di Osun.
Nota per i suoi cospicui giacimenti d'oro e di altri minerali preziosi, per l'industria estrattiva e di trasformazione, al 2006 aveva una popolazione compresa fra i 277.000 e i 620.000 abitanti, che cinque anni prima era stimata a circa 500.000 unità.

## Storia
Fu la sede del Regno di Ijesha (o Ijesa), fondato nel 1600 da Owaluse, discendente di Ajibogun Ajaka (lett. "guerriero ubiquitario") Owa Obokun Onida Arara, figlio favorito del re sacro Odùduwà, che secondo la tradizione sarebbe stato il capostipite del popolo Yoruba residente nella Nigeria sud-occidentale e nella Repubblica del Benin.

I suoi successori assunsero di diritto il titolo regale di Owa Obokun Adimula of Ijesaland. Gli storici presumono che nel corso dei secoli si alternarono sul trono i discendenti di quattro case reali: Biladu, Bilagbayo, Bilaro e Bilayirere.
I confini del regno si estendevano nell'odierno stato di Osun, che a sua volta era anticamente incluso nello stato di Oyo. 
Il Regno di Ijesa comprendeva le seguenti città minori: Erin Ijesa, Ijeda-Ijesa, Ipetu Jesa, Ijebu-Jesa, Esa-Oke, Ipole, Ifewara, Iloko, Iwara, Iperindo, Erinmo, Iwaraja, Idominasi, Ilase, Igangan ijesa, Imo, Eti-oni, Ibokun, Ibodi, fra le più popolose.
Nel 1854, il prete missionario Williams Howard Clark scrisse: 
(Rev. Williams Howard Clark, 1854)